# Hans Raphon
Hans Raphon (* vor 1460 in Northeim oder Göttingen(?); † nach 1512) war ein deutscher Maler der Dürer-Zeit.

## Lebensdaten
Zum Leben des 1488–1512 urkundlich nachweisbaren Malers Hans Raphon, dessen Name Rebhuhn bedeutet, ist wegen fehlender Quellen kaum etwas bekannt. Vermutlich gehörte er einer ursprünglich aus Gandersheim stammenden bürgerlich-handwerklichen Familie an, die mehrere Geistliche stellte und in Göttingen, Einbeck, Northeim und Gandersheim nachweisbar ist. Eine Herkunft aus Northeim oder Göttingen wurde angenommen. Sein Tätigkeitsbereich beschränkte sich auf den südniedersächsischen Raum. Allerdings legen stilistische Vergleiche nahe, dass Raphon wohl auf einer Gesellenwanderung wichtige Anregungen aus Franken, besonders aus Nürnberg, erhielt und dabei auch Kenntnisse der Werke Albrecht Dürers und Michael Wohlgemuts erlangte. 1488–1891 war er als Mester hanse Raphoyn in Hann. Münden mit nicht genannten kleineren Arbeiten am Weiterbau der St. Blasius-Kirche beteiligt. Das setzt ein höheres Alter von etwa 30 Jahren voraus, weswegen seine Geburt vor 1460 angenommen wird. Obwohl er um 1499 Tafelwerke für mehrere Göttinger Kirchenaltäre schuf, ist sein Aufenthalt in Göttingen ist weder sicher beleg- noch widerlegbar. 1504–1508 ist er als Bürger und Dechant im Stift St. Alexandri in Einbeck nachzuweisen.

## Werk

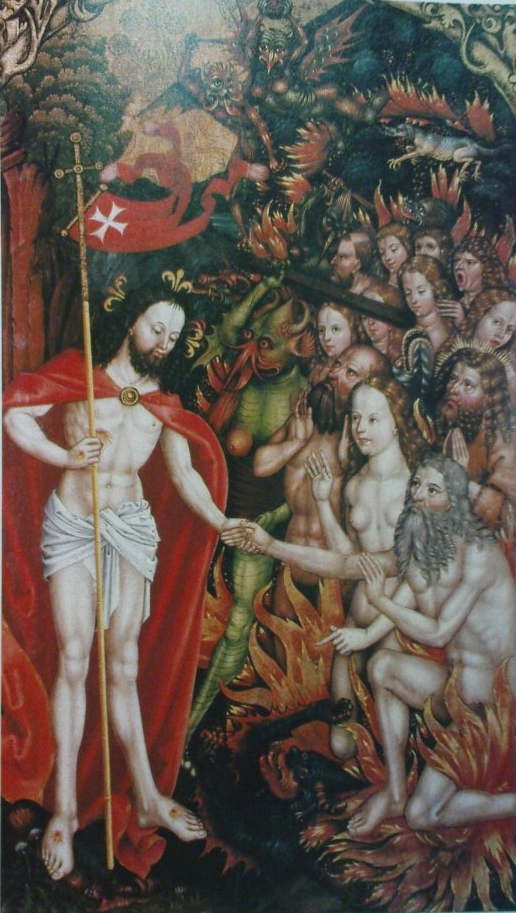
Nebentafel aus dem Hochaltarretabel mit Passionsszenen der Göttinger Pauliner-Kirche (1499)

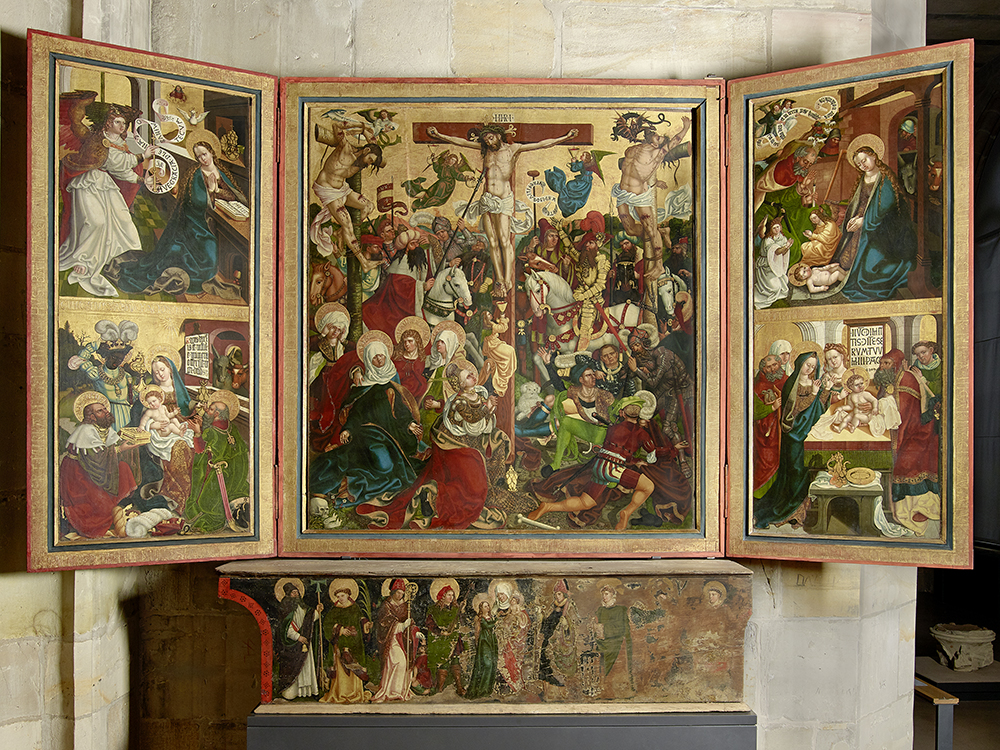
Kreuzigungsaltar, Domschatz Halberstadt (1508)

15 erhaltene Werke lassen sich Hans Raphon und seiner Werkstatt zuschreiben. Raphons frühestes nachweisbares und zugleich bedeutendstes Werk ist sein 1499 vollendeter und signierter Passionszyklus mit 41 Tafeln für den Hochaltar der Göttinger Pauliner-Kirche. Wenige Jahrzehnte später, um 1533, wurde das Werk in Folge der Göttinger Reformation in das Zisterzienserkloster Walkenried geschafft. Im Dreißigjährigen Krieg flüchtete der katholische Konvent 1631 vor den schwedischen Truppen und nahm die Tafeln nach Prag mit. Nach weiteren Umwegen befinden sie sich dort seit 1946 in der Nationalgalerie. Die fragmentarisch erhaltene lateinische Inschrift auf dem Altar lautet in deutscher Übersetzung: „Dieses herrliche Werk ist vollendet worden durch die Fürsorge Johannes Pipers, eines überaus diensteifrigen Priors (und) außerdem sehr tüchtigen Lektors, und durch Hans Raphon, der wie ein zweiter Apelles malt. Im Jahre des Herrn 1499.“ Der den Einfluss des Humanismus verratende Text dürfte nicht vom Maler selbst, sondern eher von dem erwähnten Stifter des Bildes Johannes Piper verfasst worden ist. Die anderen bekannten Werke Raphons enthalten keine derart panegyrischen Inschriften. Es wird vermutet, dass sich Raphon in der Mittelfigur der Kreuzigungsszene selbst dargestellt hat.
Weitere Hauptwerke Raphons sind der Kreuzigungsaltar von 1508 im Domschatz Halberstadt, und der 1512 datierte Flügelaltar im Chor von St. Marien zu Heiligenstadt (Eichsfeld). Ein um 1500 entstandener Flügelaltar für die Stiftskirche St. Alexandri zu Einbeck befindet sich heute im Landesmuseum Hannover. Im gleichen Museum wird ein einzelner Altarflügel des 1507 entstandenen Jodokusschreins aus der Klosterkirche Reinhausen aufbewahrt; das Gegenstück sowie ein ehemaliges zweites Flügelpaar sind nicht mehr erhalten.